# روبرت جي. إيتون
روبرت جي. إيتون هو سياسي كندي، ولد في 23 يونيو 1937 في وودستوك في كندا، وتوفي بنفس المكان في يناير 2009. حزبياً، نشط في حزب أونتاريو المحافظ التقدمي. وقد انتخب عضو برلمان مقاطعة أونتاريو.